# Protesty na Haiti (2004)
Protesty na Haiti – wydarzenia, do których doszło w 2004 roku na Haiti. Objęły swoim zasięgiem całe terytorium państwa, głównym postulatem było ustąpienie prezydenta Haiti Jean-Bertrand Aristida, co uczynił 29 lutego 2004. W następstwie pełniącym obowiązki prezydenta do maja 2006, został Boniface Alexandre. Destabilizacja wewnętrzna spowodowana rozruchami była bezpośrednią przyczyną wysłania na Haiti misji stabilizacyjnej ONZ w czerwcu 2004.
Wystąpienia społeczne nie przebiegały pokojowo, dochodziło do licznych pospolitych przestępstw i brutalnych starć z policją. Łączna liczba ofiar śmiertelnych wyniosła co najmniej 60, w tym 40 policjantów.

## Tło

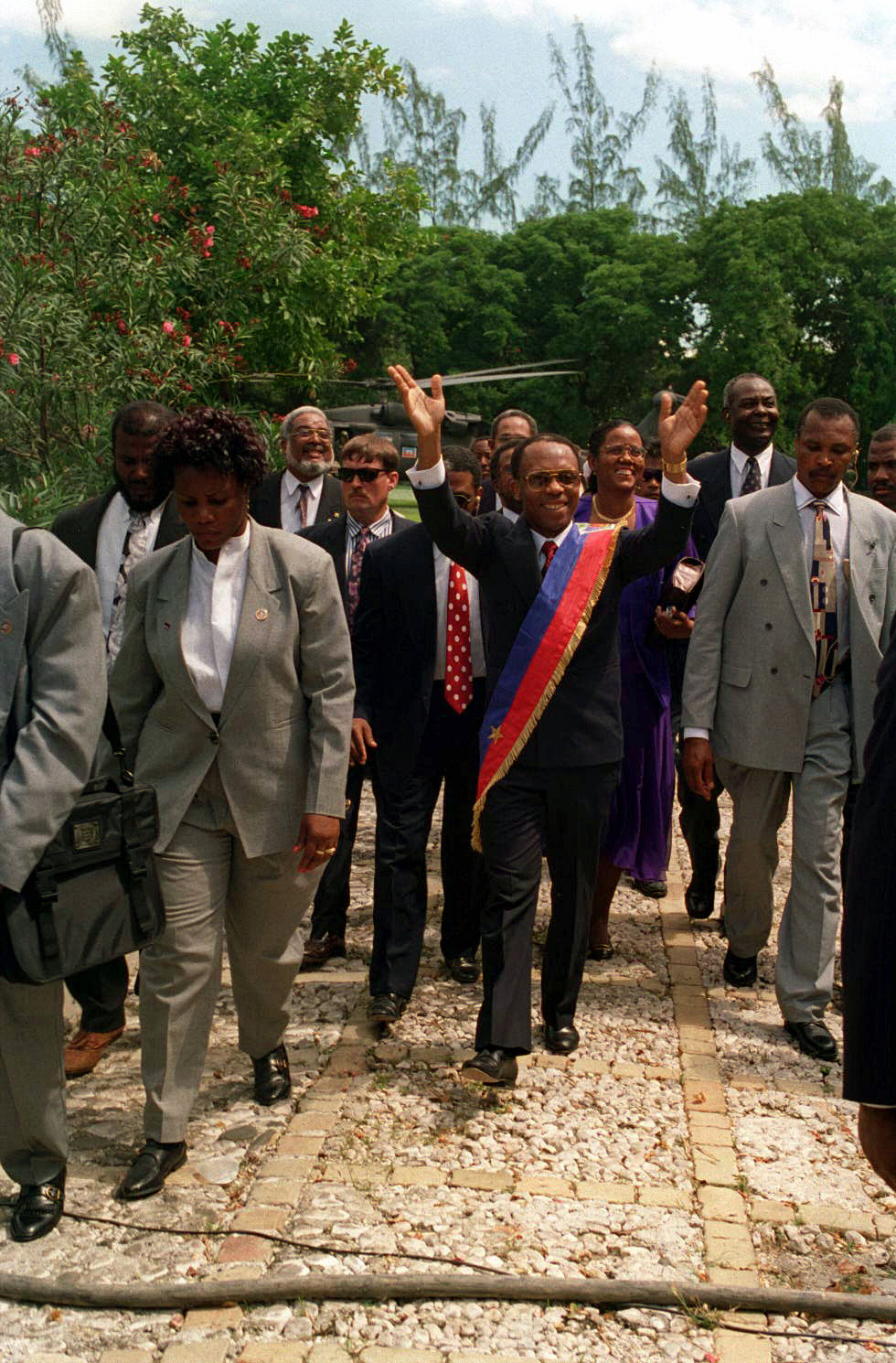
Prezydent Haiti Jean-Bertrand Aristide (w centrum), fotografia z 1994

Jean-Bertrand Aristide uzyskał reelekcję w wyborach prezydenckich na Haiti w 2000, wcześniej sprawował urząd prezydenta w latach 1993-1994 oraz 1994-1996. Frekwencja w 2000 wynosiła zaledwie 10%, na skutek bojkotu wyborów przez opozycję. Organizacje broniące praw człowieka zwracały uwagę na liczne nieprawidłowości w trakcie głosowania, w tym dotyczące spisu wyborców.
Państwa europejskie udzielające do tej pory pomocy dla Haiti zawiesiły ją. Podobnie postąpiły niektóre organizacje międzynarodowe, w tym Bank Światowy oraz Międzyamerykański Bank Rozwoju. Taką samą decyzję podjął Kongres Stanów Zjednoczonych, uzasadniając że nie akceptuje nacjonalistycznej polityki Aristida i stwarzania przez niego przeszkód dla amerykańskich inwestycji (nie tylko handlowych, lecz też humanitarnych) na Haiti. Zaprzestanie udzielania pomocy przez podmioty zagraniczne spowodowało pogorszenie, i tak już słabego, stanu haitańskiej gospodarki.
W 2003 Aristide zażądał, aby Francja zapłaciła Haiti kwotę w wysokości 21 miliardów USD, jako równowartość sumy którą w 1822 Haiti musiało zapłacić Francji z tytułu odszkodowania za dokonanie wywłaszczeń majątków kolonizatorów francuskich po uzyskaniu przez ten karaibski kraj niepodległości w wyniku rewolucji z 1804 roku.
W polityce wewnętrznej Aristida zaczęły silnie zarysowywać się tendencje autorytarne. Swoją władzę umacniał posługując się „chimerami”, jak nazywa się członków gangów, rekrutowanych spośród miejskiej biedoty zamieszkującej liczne haitańskie slumsy. Dopuszczali się oni licznych przestępstw, w tym tych najcięższych jak zabójstwa i porwania. Nazwa „chimera” nawiązuje do sposobu ich działania – zazwyczaj swoich czynów dokonywali w nocy, uciekając jeszcze przed przyjazdem policji, przez co pozostawali nieuchwytni.
31 stycznia i 1 lutego 2003 odbyła się międzynarodowa konferencja poświęcona Haiti w Kanadzie. W spotkaniu uczestniczyli przedstawiciele Kanady, Stanów Zjednoczonych, Francji, oraz krajów latynoamerykańskich. Nie zaproszono żadnego przedstawiciela władz haitańskich. Tematem rozmów była przyszłość obecnego rządu Haiti. W trakcie rozważono m.in. możliwość odejścia Aristida, a także potrzebę powrotu międzynarodowych sił stabilizacyjnych.
W latach 2002–2004 dochodziło do protestów studenckich opozycyjnych wobec urzędującego prezydenta. 5 grudnia 2003 zwolennicy Aristida, popierani przez policję, wtargnęli na teren jednego z wydziałów Université d'État d'Haïti, gdzie pobili protestujących studentów. 7 stycznia 2004 w wyniku starć studentów z siłami porządkowymi życie straciły dwie osoby.
W styczniu 2004 wygasł mandat Izby Deputowanych, przez co Haiti pozostało de facto bez parlamentu.

## Przebieg
21 września 2003 w pobliżu Gonaïves znaleziono ciężko okaleczone zwłoki Amiota Métayera, przywódcy gangu Armée cannibale (Armia kanibali). Następcą lidera gangu został brat zamordowanego Buteur Métayer. Zaprzysiągł on zemstę na sprawcach brutalnego morderstwa, za które odpowiedzialnością obciążył prezydenta Jean-Bertrand Aristide. Métayer zmienił nazwę ugrupowania na Front de Résistance Révolutionnaire de l'Artibonite (Rewolucyjny Front Oporu Artibonite). 
W lutym 2004 Buteur Métayer wprost zadeklarował chęć obalenia prezydenta Aristida. Wówczas dokonał kolejnej zmiany nazwy, tym razem na Front pour la Libération et la Reconstruction Nationales (Front Wyzwolenia i Odbudowy Narodowej).
5 lutego 2004 uzbrojone grupy przejęły kontrolę, nad czwartym co do wielkości miastem Haiti, Gonaïves. Napadając na posterunki policji wykradali oni broń i pojazdy. Dokonali również wielu innych pospolitych rabunków i kradzieży. 22 lutego rebelianci zdobyli drugie co do wielkości miasto Haiti Cap-Haïtien. Pod koniec lutego rebelianci zagrozili zdobyciem stolicy, Port-au-Prince. Część Haitańczyków z obawy przed przemocą, próbowała uciekać ze swojego kraju do USA łodziami, a zamożniejszym dominikańska armia oferowała za kilkaset dolarów ewakuację wojskowymi helikopterami do Dominikany. Dominikana zamknęła granice z Haiti w obawie przed napływem uchodźców. Tymczasem 10 lutego demokratyczna opozycja wycofała swoje poparcie dla rebeliantów.
29 lutego, po dwóch dniach gwałtownych rozruchów w Port-au-Prince, pod naciskiem międzynarodowym, szczególnie Francji i Stanów Zjednoczonych, prezydent Aristide ustąpił z urzędu i opuścił kraj. Samolotem wojsk amerykańskich udał się wówczas do Bangi, stolicy Republiki Środkowoafrykańskiej. Aristide stwierdził później, że rezygnacja i wylot z kraju odbyły się wbrew jego woli.

## Następstwa

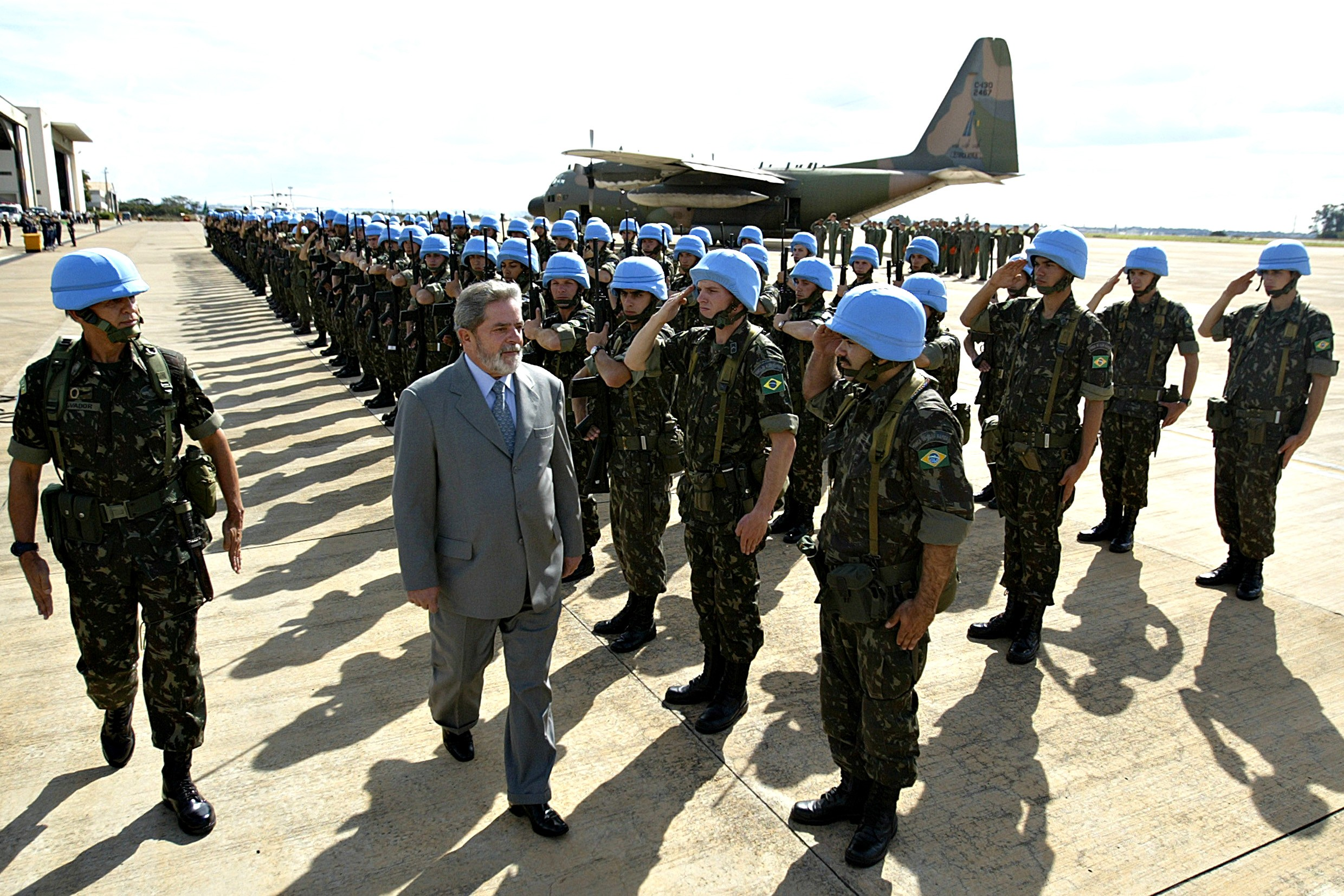
Prezydent Brazylii da Silva w trakcie przeglądu wojsk brazylijskich tuż przed ich odlotem na Haiti w ramach MINUSTAH, fotografia z 31 maja 2004

Wskutek zwolnienia się urzędu prezydenta przez Aristide, pełniącym obowiązki głowy państwa został ówczesny przewodniczący Sądu Najwyższego Boniface Alexandre, który pełnił tę funkcję do 14 maja 2006, czyli do planowanego końca przerwanej kadencji Aristida. Wybory prezydenckie w 2006 wygrał René Préval.
Rada Bezpieczeństwa ONZ 26 lutego 2004 odrzuciła apel CARICOM o rozmieszczenie międzynarodowych sił stabilizacyjnych na Haiti. Trzy dni później, 29 lutego już po rezygnacji Aristida, RB ONZ postanowiła jednak o wysłaniu tam misji stabilizacyjnej. Decyzja została podjęta na prośbę wystosowaną przez Aristida jeszcze w trakcie jego urzędowania. Rezolucją S/RES/1529 (2004) powołano Tymczasowe Siły Wielonarodowe. W ich skład weszło tysiąc żołnierzy, głównie piechoty morskiej USA, a także wojskowych francuskich (oddziały Legii Cudzoziemskiej), kanadyjskich i chilijskich.
30 kwietnia 2004 roku na mocy rezolucji Rady Bezpieczeństwa ONZ S/RES/1542 (2004) powołano Misje Stabilizacyjną Narodów Zjednoczonych na Haiti (fr. Mission des Nations Unies pour la stabilisation en Haïti), w skrócie MINUSTAH, w skład której weszło 7 tys. żołnierzy. MINUSTAH przejęła zadania Tymczasowych Sił Wielonarodowych. Działalność na Haiti rozpoczęła 1 czerwca 2004, pod dowództwem Brazylii. Państwami uczestniczącymi w misji, oprócz Brazylii, były: Argentyna, Chile, Jordania, Maroko, Nepal, Peru, Filipiny, Hiszpania, Sri Lanka i Urugwaj.